# Антоніо Ліма дос Сантос
Антоніо Ліма дос Сантос (порт. Antônio Lima dos Santos; 18 січня 1942, Сан-Себастьян-ду-Параїзу — 3 лютого 2025) — бразильський футболіст, що грав на позиції захисника та опорного півзахисника.
Виступав, зокрема, за клуб «Сантус», з яким став дворазовим володарем Кубка Лібертадорес та Міжконтинентального кубка, а також національну збірну Бразилії, у складі якої був учасником чемпіонату світу 1966 року.

## Клубна кар'єра
Ліма народився в сім'ї матері-одиначки, яка не дозволяла йому бачитися з батьком. Вона бачила його священиком, але він вибрав кар'єру гравця і у віці 16-ти років підписав перший професійний контракт з клубом «Жувентус Сан-Паулу» з Сан-Паулу. Звідти, у віці 19-ти років, він перейшов у «Сантус», замінивши в захисті клубу Урубатана. Там він грав у півзахисті і обороні, будучи універсальним гравцем у команді; зокрема, в матчі з грецьким «Панатінаїкосом» він поміняв п'ять позицій на полі. З клубом він виграв вісім чемпіонатів штату Сан-Паулу, п'ять Кубків Бразилії, два Кубка Лібертадорес, два Міжконтинентальних кубка, три турніри Ріо-Сан-Паулу і Суперкубок міжконтинентальних чемпіонів. За клуб футболіст провів 696 матчів і забив 65 голів. Останньою грою Ліми став матч проти «Корінтіанса» (1:1) 30 жовтня 1971 року.
Згодом захисник грав за клуби «Халіско», «Флуміненсе» і американський шоубольний клуб «Тампа-Бей Роудіс», а завершив ігрову кар'єру у команді «Португеза Сантіста», за яку виступав протягом 1975—1978 років. Надалі Ліма працював тренером молодіжних складів у «Сантосі». Зокрема, у віці 13 і 14-ти років під його керівництвом тренувався Неймар.

## Виступи за збірну
2 травня 1963 року дебютував в офіційних іграх у складі національної збірної Бразилії в товариському матчі проти збірної Нідерландів (0:1), а перший міжнародний гол забив проти Угорщини 22 листопада 1965 року в Сан-Паулу.
У складі збірної був учасником чемпіонату світу 1966 року в Англії і зіграв у всіх іграх проти Болгарії, Угорщини та Португалії, але збірна сенсаційно не вийшла з групи.
Після «мундіалю» за збірну не грав. Загалом протягом кар'єри у національній команді, яка тривала 4 роки, провів у її формі 13 матчів, забивши 4 голи.

## Титули і досягнення
- Чемпіон штату Сан-Паулу (8): 1961, 1962, 1964, 1965, 1967, 1968, 1969, 1973
- Володар Кубка Бразилії (5): 1961, 1962, 1963, 1964, 1965
- Володар Кубка Лібертадорес (2): 1962, 1963
- Володар Міжконтинентального кубка (2): 1962, 1963
- Переможець турніру Ріо-Сан-Паулу (3): 1963, 1964, 1966
- Володар Суперкубка міжконтинентальних чемпіонів: 1968

## Особисте життя
Одружений. Дружина — Віра. У них двоє дітей, які стали тренерами у власних футбольних школах.